# Les Maudites
Pour plus de détails, voir Fiche technique et Distribution.
Les Maudites est un thriller d'horreur espagnol, argentin et français réalisé par Pedro Martín-Calero et sorti en 2024,.

## Synopsis
Andreas est hantée par quelque chose qu'elle ne peut pas voir mais seulement entendre. Cette même chose hantait une autre personne du nom de Marie il y a une vingtaine d'années. Un autre femme, Camila, ressent et entend aussi cette chose et toutes les trois entendent un son très écrasant similaire à un cri. 

## Fiche technique
Sauf indication contraire, les informations mentionnées dans cette section peuvent être confirmées par les bases de données cinématographiques IMDb et Allociné,  présentes dans la section « Liens externes ».
- Titre original : El llanto
- Réalisation : Pedro Martín-Calero
- Scénario : Pedro Martín-Calero et Isabel Peña
- Musique : Olivier Arson
- Décors : Jose Tirado
- Costumes : Carolina Gauna
- Photographie : Constanza Sandoval
- Son :
- Montage : Victoria Lammers
- Production : Pablo Bossi, Fernanda del Nido, Nacho Lavilla, Jérôme Vidal, Eduardo Villanueva et Cristina Zumarraga
  - Production déléguée : Isabel Peña
  - Production associée : Augustin Bossi et Pedro Martín-Calero
- Société de production : Tarea Fina, Noodles, Setembro Cine, Tandem Films et Caballo Films
- Société de distribution : Paname Distribution
- Pays de production :  Espagne,  Argentine et  France
- Langue originale : espagnol et français
- Format : Thriller horrifique, épouvante/horreur
- Durée : 107 minutes
- Dates de sortie :
  - Espagne :
    - 25 septembre 2024 (Saint-Sébastien)
    - 25 octobre 2024 (en salles)

  - France : 
    - 8 mars 2025 (Lyon)
    - 21 mai 2025 (en salles)
- Film interdit aux moins de 12 ans en France[3]

## Distribution
- Ester Expósito : Andrea
- Mathilde Ollivier : Marie
- Malena Villa : Camila
- Àlex Monner : Pau
- Sonia Almarcha : Mercedes
- Tomas del Estal : Gonzalo
- José Luis Ferrer : hombre de Negro
- Claudia Roset : Sara